# Čakov (district de Benešov)
Pour les articles homonymes, voir Čakov.
Čakov (en allemand : Tschakau ; en polonais : Czaków) est une commune du district de Benešov, dans la région de Bohême-Centrale, en République tchèque. Sa population s'élevait à 125 habitants en 2020.

## Géographie
Čakov se trouve à 12 km au nord-est de Benešov et à 40 km au sud-est de Prague.
La commune est limitée par Ostředek au nord et à l'est, par Divišov au sud-est, par Teplýšovice au sud-ouest, et par Kozmice à l'ouest.

## Histoire
La première mention écrite du village date de 1226.

## Administration
La commune se compose de trois quartiers :
- Čakov
- Tatouňovice
- Vlkov